# Jezioro Bukowskie (Lubawka)
Jezioro Bukowskie (Zbiornik Bukówka) – zbiornik zaporowy położony w dolinie Bobru w województwie dolnośląskim, powiecie kamiennogórskim, gminie Lubawka.

## Opis
Zbiornik ma powierzchnię 199 ha (przy maksymalnym poziomie piętrzenia) i pojemność około 16,9 mln m³. Powstał w latach 1978–1989 po zbudowaniu w przełomie Bobru przez Szczepanowski Grzbiet (na zachód od wsi Bukówka), zapory o wysokości 25,5 m. Zasilany głównie wodami Bobru oraz Bachorzyny i Złotnej.
Zbiornik powstał w latach 1903–1907 jako suchy zbiornik retencyjny po wybudowaniu zapory w przełomie. W latach 1978–1989 powiększono go przez wybudowanie na zachodniej stronie zbiornika bocznej zapory, osłaniającej Miszkowice. W ten sposób utworzono jeden z najwyżej położonych w Polsce zbiorników zaporowych (rzędna korony 537,10 m n.p.m.).
Zapora czołowa zbiornika zlokalizowana jest w km 271+540 rzeki Bóbr. Powierzchnia zlewni w przekroju zapory wynosi 58,5 km². Prawie całą czaszę ograniczają naturalne brzegi z wyjątkiem rejonu wsi Miszkowice chronionej zaporą boczną.
Pojemność użytkowa zbiornika wynosi 12,009 mln m³, a powodziowa stała 3,873 mln m³.
Zbiornik doskonale spełnia swoją funkcję powodziową, ponieważ I falę z lipca 1997 r. zredukował o 87,1%.
Upust denny, czyli dwie rury średnicy 1200 mm każda, może zrzucać 37 m³/s wody. Przepływ dozwolony wynosi tylko 8 m³/s. Istnieje możliwość zrzutu wody z dwóch różnych poziomów.
Zapora czołowa jest także wyposażona w przelew powierzchniowy, galerię zastrzykowo-kontrolną, wieżę upustów dennych, rów opaskowy oraz ujęcie wody wodociągowej (nieczynne), którego rurociąg zasila elektrownię wodną Bukówka.

### Turystyka
Od strony Miszkowic i Paprotek na tzw. Cyplu Miszkowickim zlokalizowana jest infrastruktura turystyczna, obejmująca między innymi:
- wiatę biesiadną
- plac zabaw
- budynki gospodarcze z toaletami i prysznicami - sanitariaty
- plac zabaw
- siłownię zewnętrzną
- slipy do spławiania łodzi
- trasy pieszo-rowerowe

Całość inwestycji powstała w ramach projektu pn.: „Łączy nas Bóbr", dofinansowanego z funduszy unijnych. 